# Melitópol
Melitópol (en ruso: Мелитополь; en ucraniano: Мелітополь) es una ciudad ucraniana perteneciente al óblast de Zaporiyia. Situada en el sur del país, sirve como centro administrativo del raión de Melitópol y centro del municipio (hromada) homónimo. Melitópol es la segunda ciudad más grande del óblast.
Desde la invasión rusa de Ucrania, Melitópol está ocupada por las fuerzas armadas rusas y fue declarada capital del óblast de Zaporoye de la administración cívico-militar de Zaporiyia.

## Toponimia
El nombre de la ciudad deriva del griego (en griego: Μελιτόπολις), cuyo significado literal es "ciudad de la miel".

## Geografía
Melitópol está situada en el río Molochna, que fluye a través del extremo oriental de la ciudad hacia el estuario del limán del Molochna. Melitópol está 60 km al norte del mar de Azov, 110 km al sur de Zaporiyia y 120 km al oeste de Berdiansk.

### Clima
Melitópol tiene un clima continental húmedo que linda con un clima subtropical húmedo. La temperatura es ligeramente bajo cero en invierno y calurosa en verano. Enero es el mes más frío, con una media de -1,8 °C y una mínima promedio de -4,5 °C; mientras que julio es el mes más cálido, con una media de 23,6 °C y una máxima promedio de 30 °C.
| Parámetros climáticos promedio de Melitópol (1981-2010) | Parámetros climáticos promedio de Melitópol (1981-2010) | Parámetros climáticos promedio de Melitópol (1981-2010) | Parámetros climáticos promedio de Melitópol (1981-2010) | Parámetros climáticos promedio de Melitópol (1981-2010) | Parámetros climáticos promedio de Melitópol (1981-2010) | Parámetros climáticos promedio de Melitópol (1981-2010) | Parámetros climáticos promedio de Melitópol (1981-2010) | Parámetros climáticos promedio de Melitópol (1981-2010) | Parámetros climáticos promedio de Melitópol (1981-2010) | Parámetros climáticos promedio de Melitópol (1981-2010) | Parámetros climáticos promedio de Melitópol (1981-2010) | Parámetros climáticos promedio de Melitópol (1981-2010) | Parámetros climáticos promedio de Melitópol (1981-2010) |
| Mes                                                     | Ene.                                                    | Feb.                                                    | Mar.                                                    | Abr.                                                    | May.                                                    | Jun.                                                    | Jul.                                                    | Ago.                                                    | Sep.                                                    | Oct.                                                    | Nov.                                                    | Dic.                                                    | Anual                                                   |
| ------------------------------------------------------- | ------------------------------------------------------- | ------------------------------------------------------- | ------------------------------------------------------- | ------------------------------------------------------- | ------------------------------------------------------- | ------------------------------------------------------- | ------------------------------------------------------- | ------------------------------------------------------- | ------------------------------------------------------- | ------------------------------------------------------- | ------------------------------------------------------- | ------------------------------------------------------- | ------------------------------------------------------- |
| Temp. máx. media (°C)                                   | 1.3                                                     | 2.2                                                     | 7.8                                                     | 16.1                                                    | 22.7                                                    | 26.9                                                    | 30.0                                                    | 29.4                                                    | 23.2                                                    | 15.7                                                    | 7.5                                                     | 2.4                                                     | 15.4                                                    |
| Temp. media (°C)                                        | -1.8                                                    | -1.6                                                    | 3.1                                                     | 10.4                                                    | 16.4                                                    | 20.8                                                    | 23.6                                                    | 22.7                                                    | 16.9                                                    | 10.4                                                    | 3.8                                                     | -0.5                                                    | 10.4                                                    |
| Temp. mín. media (°C)                                   | -4.5                                                    | -4.7                                                    | -0.4                                                    | 5.6                                                     | 10.9                                                    | 15.3                                                    | 17.7                                                    | 16.9                                                    | 11.7                                                    | 6.3                                                     | 0.9                                                     | -3.1                                                    | 6.1                                                     |
| Precipitación total (mm)                                | 37.1                                                    | 35.8                                                    | 35.4                                                    | 36.5                                                    | 45.5                                                    | 57.5                                                    | 45.2                                                    | 37.9                                                    | 37.0                                                    | 32.9                                                    | 42.0                                                    | 46.0                                                    | 488.8                                                   |
| Días de precipitaciones (≥ 1.0 mm)                      | 7.5                                                     | 6.8                                                     | 7.0                                                     | 6.3                                                     | 6.9                                                     | 7.1                                                     | 5.4                                                     | 4.3                                                     | 4.8                                                     | 4.7                                                     | 6.9                                                     | 7.5                                                     | 75.2                                                    |
| Humedad relativa (%)                                    | 85.7                                                    | 82.6                                                    | 77.7                                                    | 68.4                                                    | 64.5                                                    | 65.3                                                    | 61.0                                                    | 59.8                                                    | 67.5                                                    | 75.9                                                    | 85.3                                                    | 86.9                                                    | 73.4                                                    |
| Fuente: World Meteorological Organization               |                                                         |                                                         |                                                         |                                                         |                                                         |                                                         |                                                         |                                                         |                                                         |                                                         |                                                         |                                                         |                                                         |

## Historia
En las vecindades de Melitópol han sido encontrados petroglifos y tumbas de piedra que datan de hace más de 4000 años. Los escitas vivieron en las estepas de la región desde el siglo VII a. C. Numerosos artefactos de la época escita han sido encontrados. Varios pueblos nómadas llegaron después: hunos (siglo IV), ávaros (siglo VI), jázaros (desde el siglo VIII), pechenegos (siglo X), cumanos (siglo XI) y tártaros (siglo XIII). En 1783, el territorio fue anexado al Imperio ruso.
La ciudad fue fundada en 1784 por decreto de la emperatriz Catalina II. Hasta 1816 se llamó Kyzyl-Jar y después Novoaleksándrovka. El 7 de enero de 1842 recibió el estatus de ciudad y el nombre de Melitópol, en recuerdo de la ciudad portuaria de Melita (griego Μέλι, meli o "miel"), que se encuentra en la desembocadura del río Molochna. A finales del siglo XIX, la ciudad fue un importante centro comercial y tenía algunas industrias (fundición, maquinaria, talleres del ferrocarril). A principios del siglo XX había en Melitópol 15 000 habitantes, 30 empresas industriales y 350 puntos de venta. En 1912, la población había crecido a 25 000 habitantes.
Entre 1917 y 1920 Melitópol estuvo sucesivamente en poder de diferentes ejércitos: el gobierno provisional, el Ejército Blanco, los anarquistas de Néstor Majnó, el atamán ucraniano Pavló Skoropadski y, el 30 de octubre de 1920, el Ejército Rojo tomó Melitópol, que quedó unida a la República Socialista Soviética de Ucrania.
Durante la Segunda Guerra Mundial, Melitópol fue ocupada por las tropas nazis, del 6 de octubre de 1941 hasta el 24 de octubre de 1943, después de diez días de duros combates. Durante la ocupación nazi, los 2000 residentes judíos restantes fueron asesinados por los Einsatzgruppen, con el apoyo activo de la Wehrmacht.
Después de la guerra, Melitópol experimentó un fuerte crecimiento económico, destacándose el desarrollo de la industria. Muchas viviendas y parques fueron construidos.
En la primera década de la independencia de Ucrania, la economía experimentó una profunda crisis. Las empresas de la ciudad redujeron significativamente los volúmenes de producción, que algunos casos se paralizó por completo y surgió un grave problema de desempleo. La población se redujo cerca del 10 % entre 1989 y 2014.
Melitópol ha mantenido su fama como la "Ciudad de las Cerezas". Funciona en su territorio un Instituto de Investigación científica  que se dedica a la selección de cerezas, manzanas y melocotones. Hay plantaciones experimentales de cerezos negro en el corazón de la ciudad.
Recientemente, la ciudad creó su propia marca, "Ciudad de la Miel" (una versión de los orígenes históricos del nombre de la ciudad). Los productores de miel se organizaron para diversificar y comercializar sus productos. Además, se desarrolla un proyecto de inversión para el establecimiento de un centro de apiterapia (tratamiento y terapias con la ayuda de productos de las abejas). El Festival de la Miel, llamado "Medovo" es uno de los cuatro festivales que se celebran anualmente; los otros son el de las cerezas, el de la interculturalidad y el de las novias.

### Invasión rusa de Ucrania
Durante la invasión rusa de Ucrania, Melitópol fue atacada por las fuerzas rusas el 25 de febrero de 2022 y capturada tras intensos combates el 1 de marzo. El alcalde Iván Fedorov prometió no cooperar y los lugareños salieron a las calles para protestar contra la ocupación rusa. El 11 de marzo, Fedorov fue secuestrado por el ejército ruso y liberado cinco días después como parte de un intercambio de prisioneros. Mientras tanto, las fuerzas rusas habían intentado instalar como alcaldesa en funciones a la exconcejala Galina Danilchenko, del partido Bloque de Oposición. El Ayuntamiento de Melitápol declaró que se trataba de un intento de "crear ilegalmente una administración de ocupación" y apeló al Fiscal General de Ucrania para que iniciara una investigación previa al juicio sobre Danilchenko y su partido. El 23 de marzo de 2022, el alcalde Fedorov, ahora exiliado, informó que la ciudad estaba experimentando problemas con el suministro de alimentos, medicamentos y combustible, y que el ejército ruso estaba confiscando negocios, intimidando a la población local y manteniendo bajo custodia a varios periodistas.
El 30 de mayo, una bomba explotó en el centro de Melitópol durante un traslado de ayuda humanitaria entre residentes locales y personal ruso, hiriendo al menos a tres personas. El 30 de septiembre, en una medida no reconocida internacionalmente, Rusia anexó la ciudad como parte de la anexión rusa del óblast de Zaporiyia. Las autoridades de ocupación rusas instituyeron una política de resovietización de la ciudad.El 27 de abril de 2023, Oleksandr Mishchenko, desertor y colaborador prorruso, murió en la explosión de una bomba puesta por partisanos ucranianos en su bloque de apartamentos.

## Demografía
La evolución de la población de Melitópol entre 1897 y 2022 fue la siguiente:
| 15 489                                                        | 18 558 | 25 249 | 75 548 | 94 670 | 136 860 | 160 664 | 173 385 | 167 655 | 157 141 | 156 719 | 148 851 |
| (Fuente: Cities & Towns of Ukraine y UKRAINE: Größere Städte) |        |        |        |        |         |         |         |         |         |         |         |

Según el censo de 2001, el 55,1% de la población son ucranianos, el 38,9 % son rusos y el resto de minorías son principalmente búlgaros (1,8 %). En cuanto al idioma, la lengua materna de la mayoría de los habitantes, el 78,14%, es el ruso; del 20,42% es el ucraniano.En el censo de 1897, los judíos constituían el 42% de la población total.

## Infraestructura

### Educación

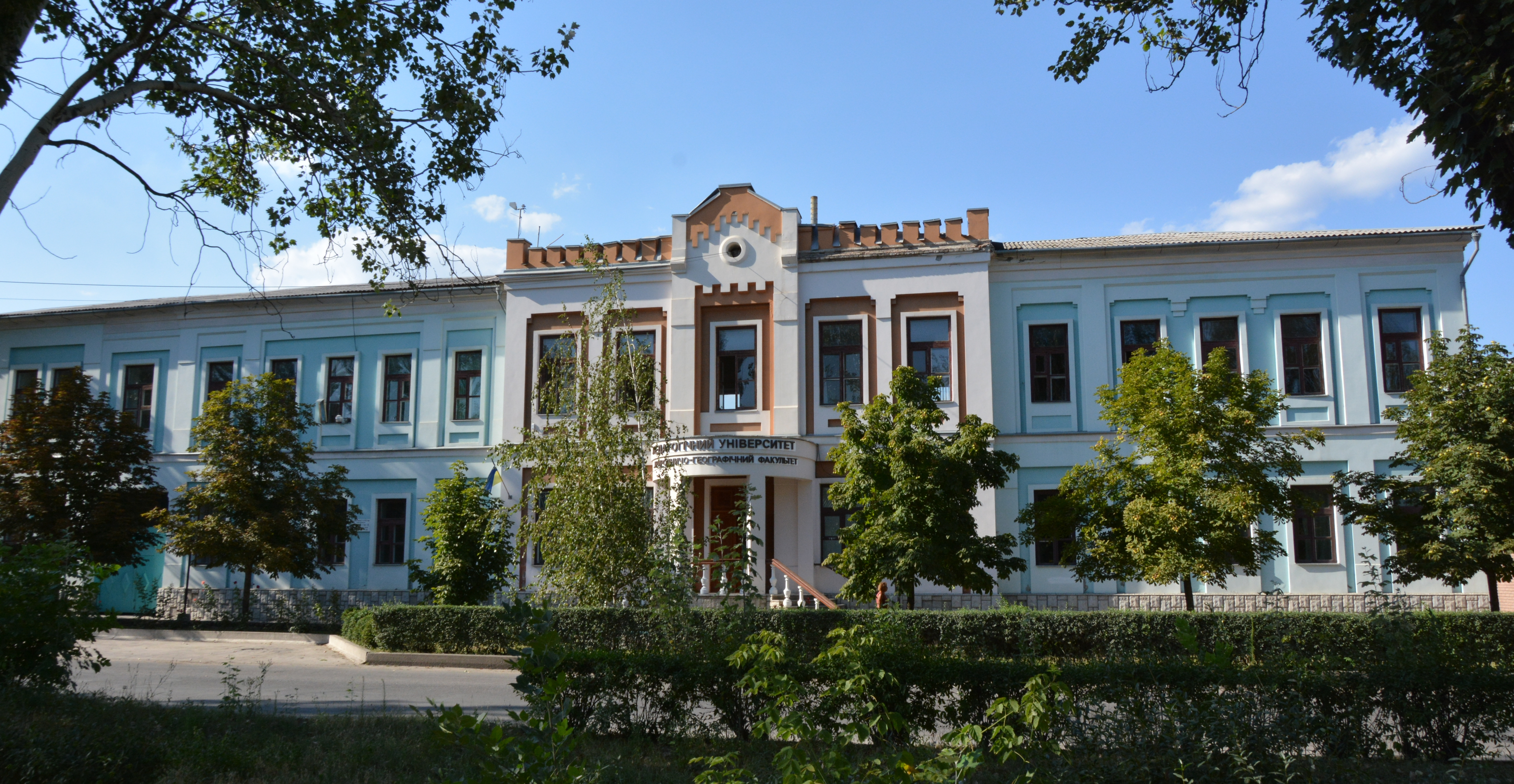
Universidad Pedagógica Estatal de Melitópol

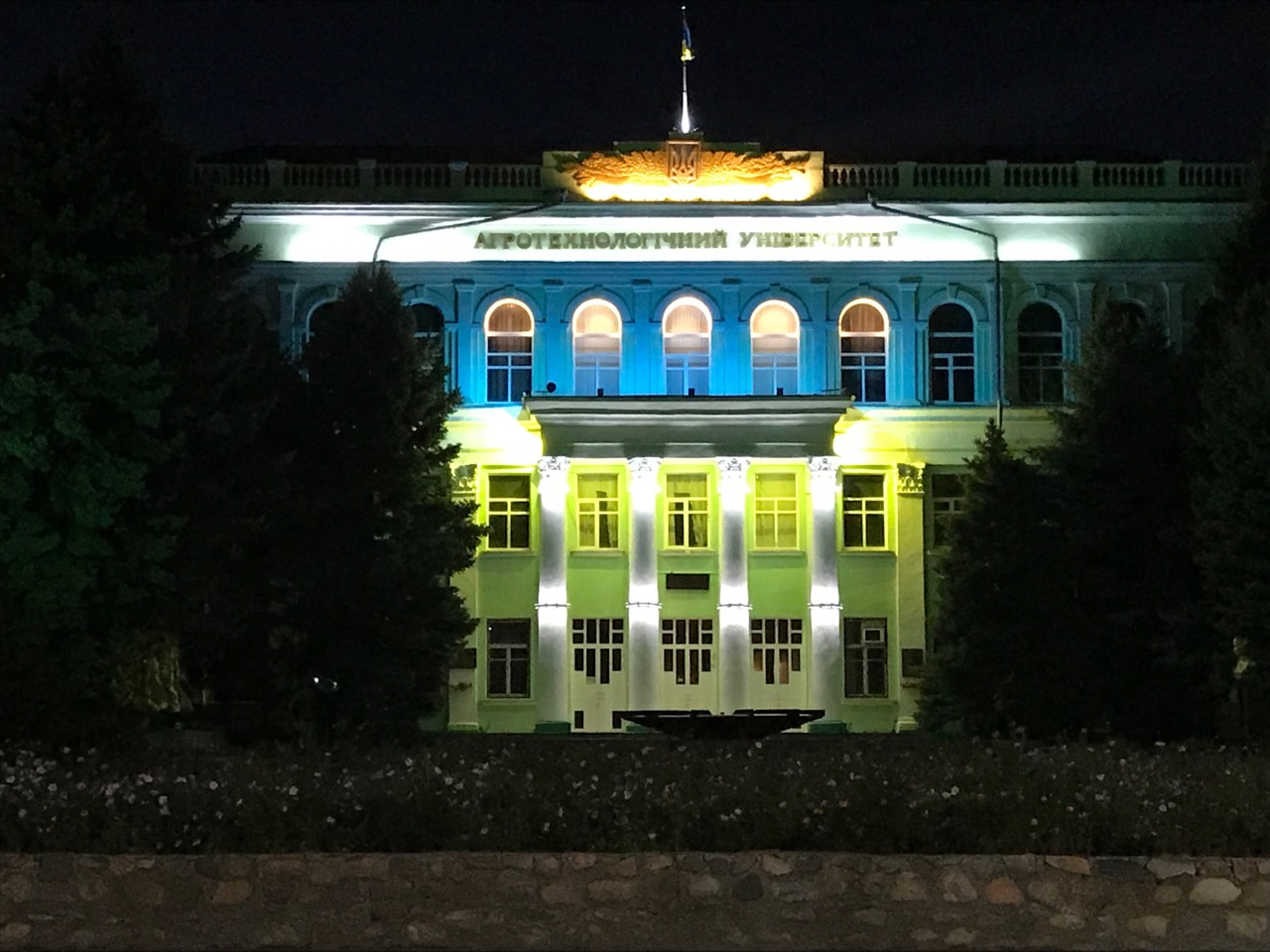
Universidad Agrotecnologica Taurida de Melitópol

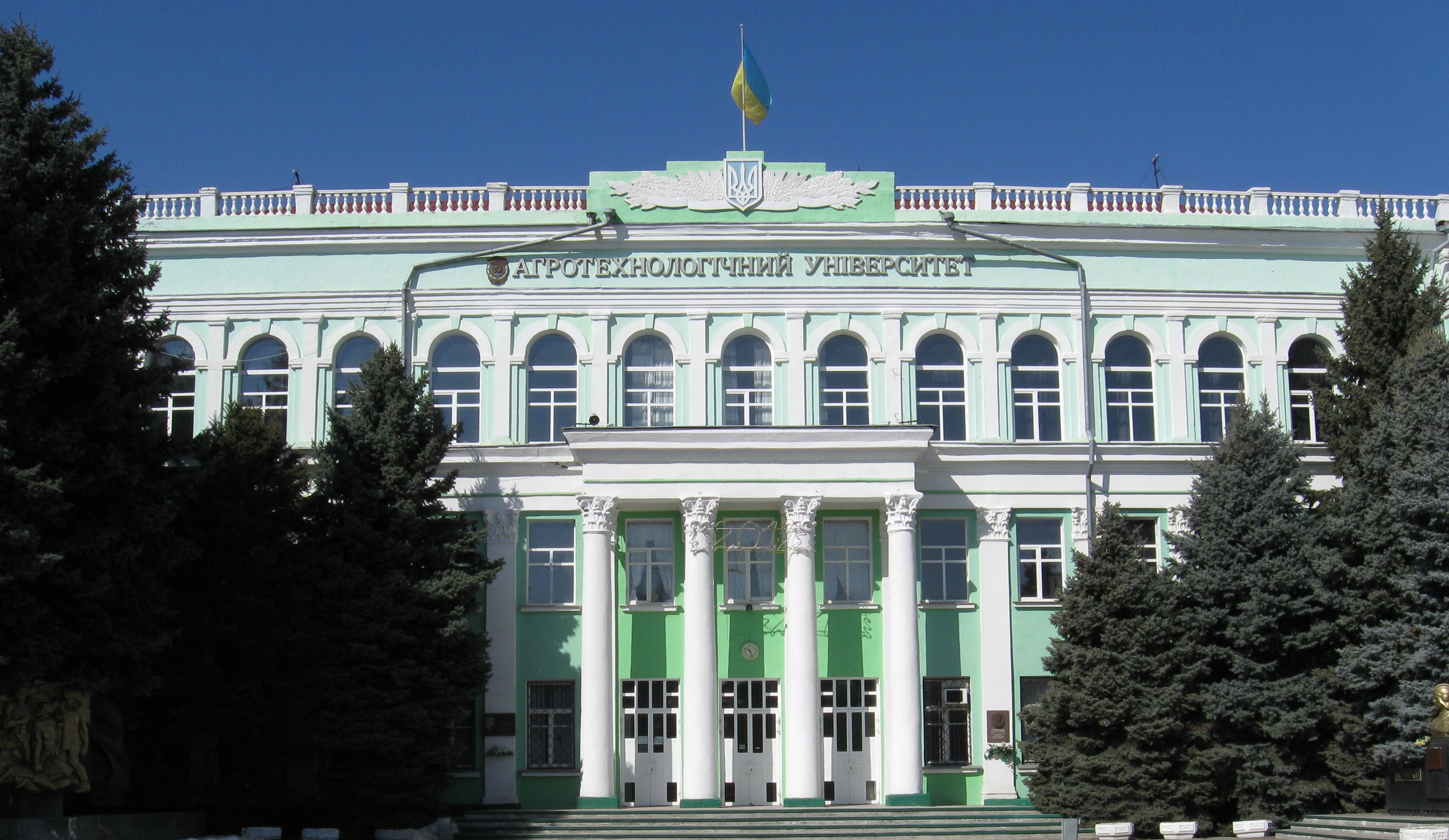
Universidad Agrotecnologica Taurida de Melitópol

En la ciudad ahora hay dos universidades públicas: la Academia Estatal de Agrotecnología de Táurida y la Universidad Pedagógica Estatal de Melitópol, así como un instituto privado: el Instituto de Economía y Tecnologías de la Información de Zaporiyia. Una larga historia de universidades y escuelas es una de las razones por las que a Melitópol se le llama "la ciudad de los estudiantes" (más del 10% de sus ciudadanos son estudiantes). El sólido sistema educativo está representado por diferentes tipos de instituciones educativas en todos los niveles de acreditación: dos universidades, cuatro sucursales de diferentes universidades de Ucrania, siete escuelas profesionales y tres facultades. 
En la ciudad funcionan 26 escuelas preescolares, en las que se educa a 6.000 jóvenes. Para más de 500 niños menores de siete años con necesidades especiales, existen programas de rehabilitación para proporcionar los servicios necesarios. 23 escuelas secundarias ofrecen servicios educativos a 14.000 estudiantes. 

### Militar
El aeródromo cercano a la ciudad, donde tiene su sede la 25ª Brigada Aerotransportada, no se utiliza para servicios de pasajeros.

### Transporte
La estación de tren de Melitópol actuaba como punto de tránsito para los pasajeros que viajan entre Moscú y Crimea, muchas veces referida como "puerta de entrada a Crimea".
Las dos carreteras principales que atraviesan Melitópol son la autopista M14 Odesa-Novoazovsk y la autopista nacional M26 Járkov-Simferópol. Melitópol tiene dos estaciones de autobuses, la más antigua opera servicios locales, mientras que los autobuses de la estación más nueva forman parte del servicio nacional de autobuses.

## Personas importantes
- Dmitro Dontsov (1883-1973): escritor nacionalista ucraniano y pensador político cuyas ideas radicales influenciaron a la Organización de Nacionalistas Ucranianos.
- Mijaíl Lifschitz (1905-1983): filósofo y crítico de arte soviético, miembro activo de la Academia de Bellas Artes de la Unión Soviética.
- Zot Ilich Nekrásov (1908-1990): científico soviético ucraniano en el campo de la producción de alto horno.
- Pável Sudoplátov (1907-1996): agente secreto soviético y miembro del NKVD.
- Grigori Chujrái (1921-2001): destacado director y guionista cinematográfico soviético.
- Yevgueni Balitski (1969): político y empresario ucraniano prorruso que actualmente se desempeña como gobernador del óblast de Zaporoye.
- Yevhen Jacheridi (1987): futbolista ucraniano, internacional con la selección de fútbol de Ucrania en las Eurocopas de 2012 y 2016.

## Galería

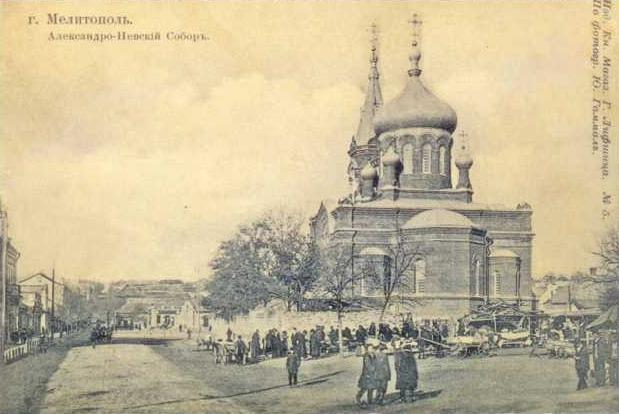
Antigua catedral de Alejandro Nevski (1911)
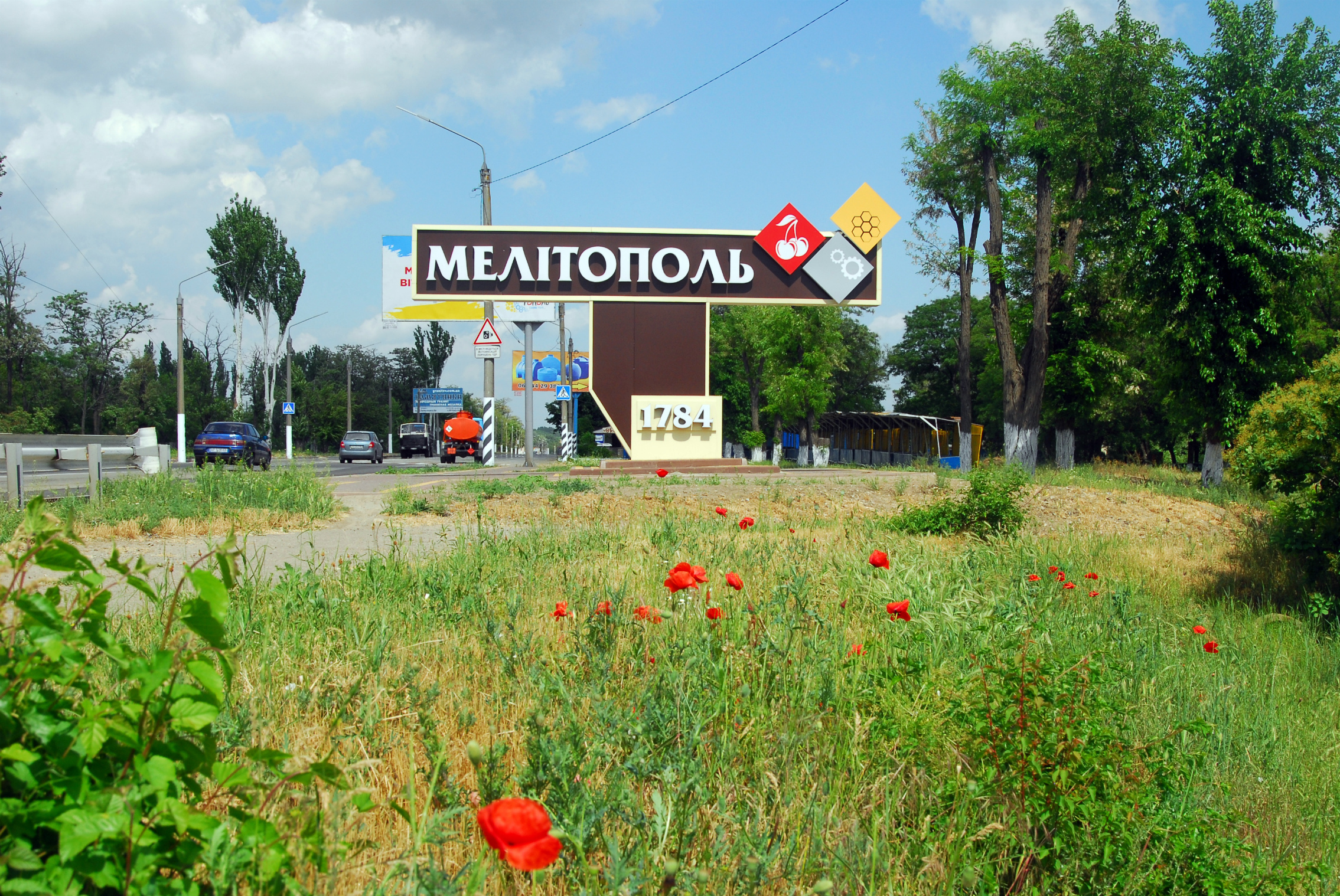
Entrada a la ciudad
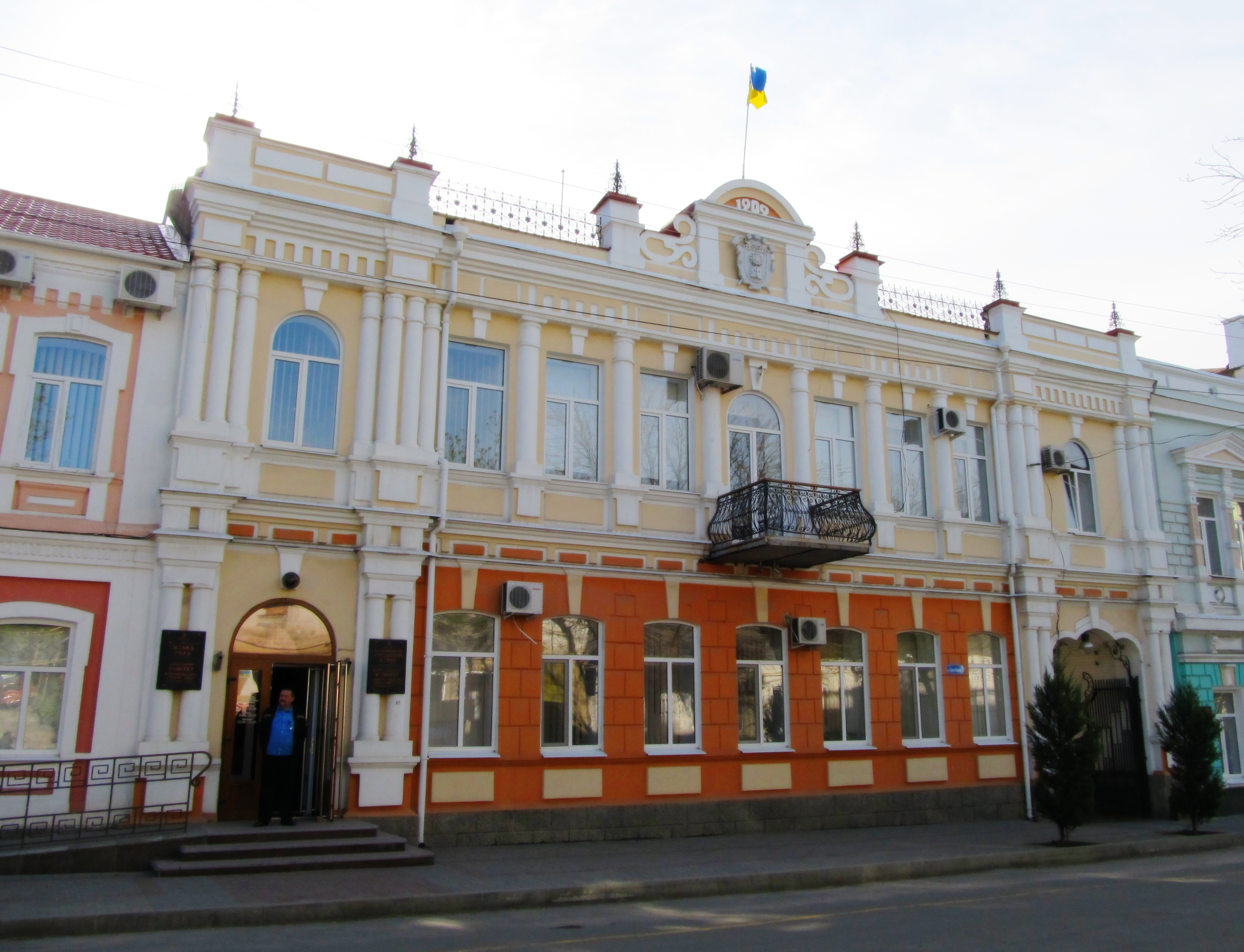
Ayuntamiento de Melitópol
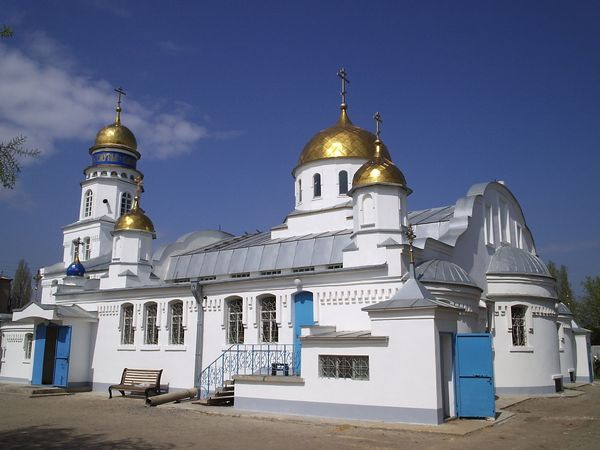
Iglesia principal del monasterio de San Sava el Santificado.JPG
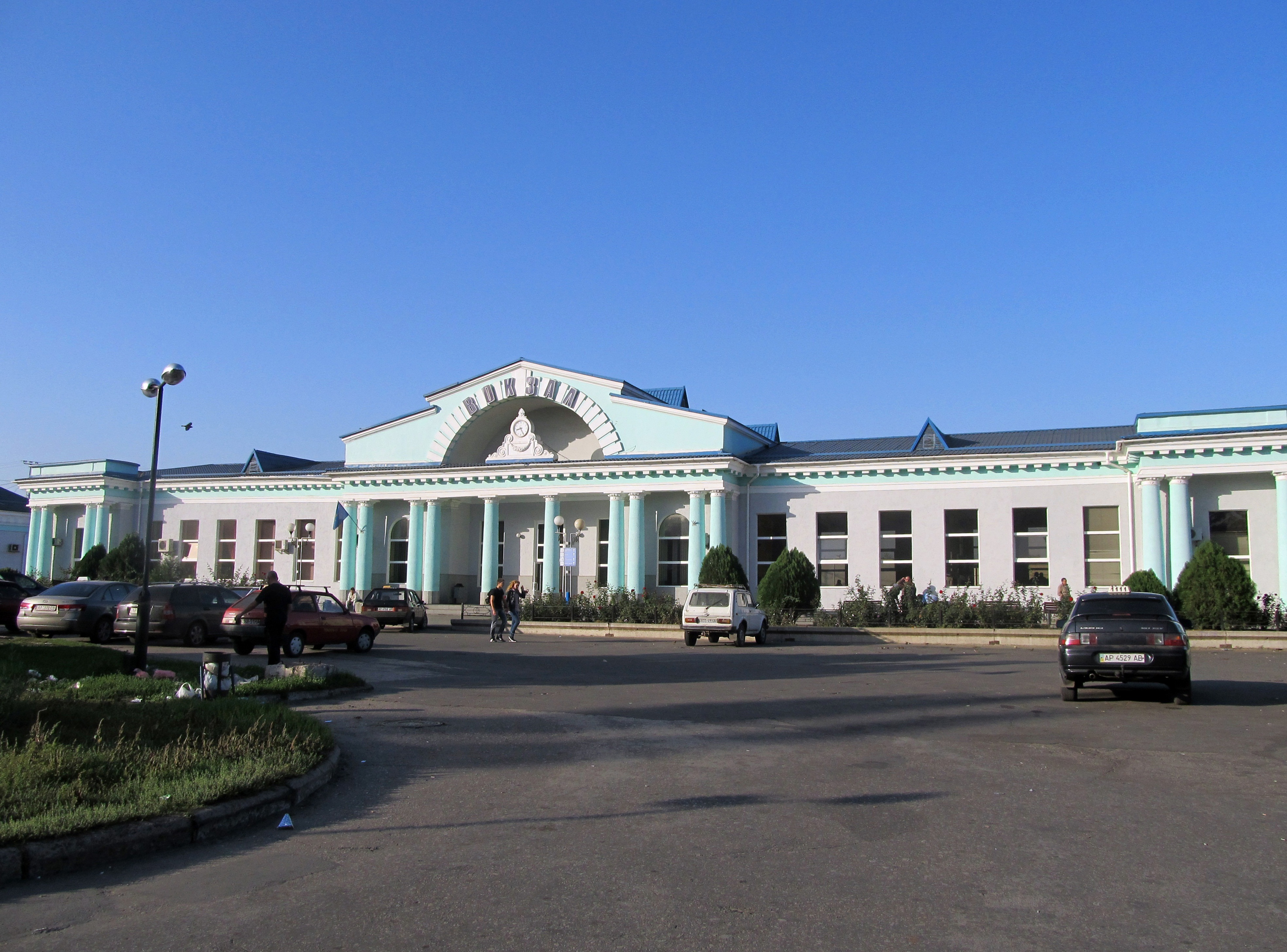
Estación de trenes de Melitópol

## Ciudades hermanadas
Melitópol está hermanada con las siguientes ciudades:
- Barysau, Bielorrusia.
- Sliven, Bulgaria.
- Brive-la-Gaillarde, Francia.
- Kėdainiai, Lituania.